# Prima Categoria 1904
Prima Categoria 1904 là mùa giải thứ 7 của giải bóng đá vô địch quốc gia Ý, với Genoa là đội giành chức vô địch.

## Vòng loại
Thi đấu ngày 6/3
| Đội 1    | Tỉ số | Đội 2           |
| -------- | ----- | --------------- |
| Juventus | 3-2   | F.B.C. Torinese |
| Milan    | 1-0   | Andrea Doria    |

## Bán kết
Thi đấu ngày 13/3
| Đội 1 | Tỉ số        | Đội 2    |
| ----- | ------------ | -------- |
| Milan | 1-1 (s.h.p.) | Juventus |

Đá lại
Thi đấu ngày 20/3
| Đội 1 | Tỉ số | Đội 2    |
| ----- | ----- | -------- |
| Milan | 0-3   | Juventus |

## Chung kết
Thi đấu ngày 27/3
| Đội 1 | Tỉ số | Đội 2    |
| ----- | ----- | -------- |
| Genoa | 1-0   | Juventus |